# Asclepias angustifolia
Asclepias angustifolia är en oleanderväxtart som beskrevs av Schweig.. Asclepias angustifolia ingår i släktet sidenörter, och familjen oleanderväxter. Inga underarter finns listade i Catalogue of Life.